# Южен белобуз гибон
Южен белобуз гибон (Nomascus siki) е вид бозайник от семейство Гибони (Hylobatidae). Видът е застрашен от изчезване.

## Разпространение
Разпространен е във Виетнам и Лаос.